# Плевромутилін
Плевромутилін — природний препарат, що має антибактеріальну дію. Плевромутилін уперше отриманий у 1950 році як продукт життєдіяльності грибка Clitopilus passeckerianus (колишня назва Pleurotus passeckerianus).

## Механізм дії
Механізм антибактеріальної дії плевромутиліну полягає у блокуванні синтезу білка шляхом зв'язування з 50S субодиницею бактеріальних рибосом одночасно у трьох місцях — P-ділянці, L3-ділянці та пептидилтрансферазному центрі, що забезпечує зменшення імовірності розвитку резистентності у мікроорганізмів, яка обумовлена виробленням бактеріями спеціальних механізмів генетичної та метаболічної компенсації до деяких механізмів пригнічення їх життєдіяльності.

## Похідні препарату та їх застосування
Плевромутилін не знайшов застосування у клінічній практиці, але його похідні — валнемулін та тіамулін знайшли застосування у ветеринарії. Ще один препарат, що є похідним плевромутиліну — ретапамулін — із 2007 року застосовується для місцевого лікування у дерматології. Проводяться клінічні дослідження нових антибіотиків, що є похідними плевромутиліну — азамуліну та препарату BC-3781, що пройшов ІІ фазу клінічних досліджень. Препарат BC-3781 є першим похідним плевромутиліну, що може застосовуватися перорально та парентерально для лікування інфекцій дихальної системи та шкіри у людини.